# Кузьмин, Михаил Афанасьевич
Михаил Афанасьевич Кузьмин (10 ноября 1910, Москва — 24 января 1971, там же) — конструктор ракетных и авиационных двигателей, лауреат Ленинской премии.
С 1940-х гг. работал конструктором в различных авиационных КБ.
С 1954 г. заместитель главного конструктора по летным испытаниям ОКБ завода № 276 МОП (г. Куйбышев). С 1958 г. главный конструктор по жидкостно-реактивному направлению.
С 1959 г. главный конструктор по созданию двигателя 8Д717 тягой 160 тонн для первой ступени ракетного комплекса ГР-1.
С 1964 г. главный конструктор конструкторского бюро А. М. Люльки (Государственный объединенный завод № 165 ГКАТ, с 1.01.1967 г. — ММЗ «Сатурн»).
Ленинская премия 1957 г. (вместе с Н. Д. Кузнецовым, Е. М. Семеновым, М. Р. Флиским) — за работу в области моторостроения.
Награжден орденом Ленина, орденом Трудового Красного Знамени, орденом Красной Звезды и рядом медалей.